# Автопортрет (Капріоло)
«Автопортрет» — портрет, створений венеційським художником початку 16 століття, який вважають автопортретом рано померлого митця Доменіко Капріоло.

## Опис твору
За мармуровим парапетом, що відокремлює глядача від зображення, сидить молодик з текою в руках. Зазвичай в них зберігали аркуші з власними віршами чи власними малюнками. Безбородий юнак одягнутий за венеційськими модами початку 16 століття. Розкішні шати скроєні так, щоби відкрити білу сорочку тонкого полотна і підкреслити коштовний оксамит жовтого і червоного кольорів. Про венеційське походження юнака свідчить і архітектура на тлі, особливо дзвіниця і церква з вірянами. Прямокутні дзвіниці з дахами-шатро подібного типу будували лише у Венеції чи на підлеглих їй територіях. Про прихильність юнака до античності свідчить уламок давньоримської скульптури богині Венери в ніші споруди за постаттю. Ім'я юнака швидко загубилося, як загубилося і ім'я художника.

## Дослідження і розшуки
В 17 — 18 століттях картину вважали твором Джорджоне.  
Особливо ретельні дослідження провели в кінці 19 і в 20 століттях. Фарби полотна приємні і теплі. На парапеті віднайдені підпис Dominicus та зображення медалі з сарною, вказівками віку парубка і року створення картини римськими літерами. Рік створення портрету — 1512-й, парубку тоді було 25. В архівах знайшли згадки про майстра Доменіко Капріола, бо сарна на полотні ( іт.capriolo) інтерпретована як зашифрований підпис художника. Доменіко Капріола працював по замовам церков, збережене його « Поклоніння немовляті Христу »» в місті Тревізо. Відомо також, що Доменіко Капріола був убитий 1528 року.

## Копії
Приваблива особа на портреті, таємниця молодика з паперами в руках, цікавила і колекціонерів, і художників. Портрет неодноразово копіювали. Вже в 17 столітті копію цього портрету бачили в палаці Пізані в Венеції. В 20 столітті копії портрету розійшлися світом і відомі в Лондоні, в Старій Пінакотеці міста Мюнхен, в музеї міста Павія. Ще один подібний портрет продавали на аукціоні в 1920 році у Великій Британії.

## Провенанс
Ермітажна картина вважається оригіналом і походить з колекції картин лікаря Якопо Музеллі, що вважав її твором Джорджоне. Ще в 17 столітті онуки Музеллі продали портрет агенту короля Франції Людовіку XIV — Альваресу. На початку 18 століття картину придбав для власних збірок багатій і прихильник мистецтв — П'єр Кроза. Від нащадка П'єра — барона Кроза де Тьєра портрет продано до збірок російської імператриці Катерини ІІ 1772 року і перевезено у Санкт-Петербург.